# إميلي القمر الجديد
إميلي القمر الجديد هي الأولى في سلسلة روايات لوسي مود مونتغمري عن فتاة يتيمة ترعرعت في جزيرة الأمير إدوارد. وهو مشابه لسلسلة مؤلفة Anne of Green Gables . تم نشره لأول مرة في عام 1923.

## ملخص المؤامرة
على غرار مسلسلها السابق والأكثر شهرة من آن غرين جابلز ، صورت روايات إميلي الحياة من خلال عيون فتاة يتيمة شابة، إميلي ستار، التي نشأها أقاربها بعد وفاة والدها بسبب مرض السل. اعتبرت مونتغومري إميلي شخصية أقرب كثيرًا إلى شخصيتها من آن، وبعض الأحداث التي حدثت في سلسلة إميلي حدثت لمونتغمري نفسها. توصف إميلي بأنها ذات شعر أسود، عيون بنفسجية بحتة، آذان عفوية، جلد شاحب وابتسامة «بطيئة» فريدة وساحرة.
يتم إرسال إميلي ستار للعيش في مزرعة نيو مون في جزيرة الأمير إدوارد مع خالاتها إليزابيث ولورا موراي وابن عمها جيمي. إنها تقيم صداقات مع Ilse Burnley و Teddy Kent و Perry Miller ، الصبي المستأجر، الذي تطل عليه العمة إليزابيث لأنه ولد في 'Stovepipe Town' ، وهي منطقة فقيرة.
لكل طفل هدية خاصة. وُلدت إميلي لتكون كاتبة، وتيدي فنان موهوب، وإيلسي موهوب في التفكير، ولدى بيري قرارات سياسية عظيمة. كل منهم لديه أيضا بعض المشاكل مع عائلاتهم. تواجه إميلي صعوبة في التعايش مع العمة إليزابيث التي لا تفهم حاجتها إلى الكتابة. يتجاهل والد Ilse ، الدكتور Burnley ، Ilse معظم الوقت بسبب سر مرعب يتعلق بوالدة Ilse. تغار والدة تيدي من مواهب ابنها وأصدقائه، خوفًا من أن حبه لهم سوف يفوق حبه لها؛ نتيجة لذلك، تكره إميلي ورسومات تيدي وحتى حيواناته الأليفة. بيري ليست جيدة مثل الثلاثة الآخرين، لذلك تحاول عمته توم أن تجعل وعد إميلي بالزواج من بيري عندما يكبرون، مهددة أنه ما لم تفعل إميلي ذلك، فلن تدفع ثمن تعليم بيري.
الشخصيات الأخرى التي لا تُنسى هي كاهن دين «جارباك»، وهو ساذج هادئ وغامض يريد شيئًا يخشى أنه لا يمكن تحقيقه؛ الناري النجار كاربنتر، معلمة المدرسة القديمة القذرة التي هي معلم إميلي وناقدة صادقة عندما يتعلق الأمر بتقييم قصصها وقصائدها؛ «بسيط» ابن عم جيمي، الذي يقرأ شعره عندما تحركه الروح؛ العمة لورا، وهي العمة اللطيفة؛ وعمة مشبوهة وصارمة مشبوهة أثبتت حتى الآن أنها حليف غير متوقع في أوقات الشدة. كان هذا أكثر كتاب محبوب في السلسلة.

## سلسلة
روايات إميلي الثلاثة هي إميلي القمر الجديد (1923) وإميلي تسلق (1925) وإيميل كويست (1927). يتبع المسلسل إميلي خلال سنوات دراستها وتسلقها إلى «مسار جبال الألب» الرمزي لتصبح كاتبة ناجحة (مسار جبال الألب عبارة من قصيدة كانت ملهمة لها منذ صغرها). كما تتبع الكتب اللاحقة إميلي من خلال العديد من الرومانسية (التي ليست رومانسية حميمة) والمغامرات. إميلي هي بطلة مع حب الجمال في الطبيعة والفن، والولاء لأصدقائها، والعطش للمعرفة، والتفاني الشغوف لكتاباتها.

## النشر
منذ نشره في عام 1923، لم يعد الكتاب قد نفد. تشمل إصدارات الكتاب الأكثر شيوعًا ما يلي.
| رقم ISBN | نشرت | تفاصيل                                             |
| -------- | ---- | -------------------------------------------------- |
|          | 1983 | ختم، غلاف عادي السوق                               |
|          | 1988 | Bantam Doubleday Dell Publishing Group ، غلاف عادي |
|          | 1970 | كورنستالك، غلاف                                    |

### قصص قصيرة
للترويج للكتاب في الولايات المتحدة، نشرت مونتغمري فصولًا محررة منه كقصص قصيرة في The Delineator . وشملت هذه "Enter Emily" و "Too Few Cooks"، والتي تم تكييفها لاحقًا في فصل من Magic for Marigold . ركض هؤلاء في الأشهر الأولى من عام 1925.ت

### الترجمات
تمت ترجمة الكتاب إلى عدة لغات، بما في ذلك ما يلي. 
- "Emily fra Månegården" (الدانماركية)
- Kumkunen Emily (Emily Dreming) «و» Emily، Chowon ew Bit (Emily، the Light on the Plain) (كوري)
- Emīlija no Jaunā mēness (لاتفيا)
- Pieni runotyttö (الفنلندية)
- Emilka ze Srebrnego Nowiu (البولندية)
- إميلي (السويدية)
- Emily، de la Luna Nueva (الإسبانية)
- إميلي ديلا لونا نوفا (إيطاليا)
- كاواي إميلي (اليابانية)
- Emilie de la Nouvelle Lune (الفرنسية)
- Emily auf der Moon-Farm (الألمانية)
- Emily-Dokhtare Darrehaye Sabz (فارسي)
- Emily z Nového Mesiaca (السلوفاكية)
- Emily ở trang trại trăng non (Tiếng Việt)
- إميلي (السنهالية)
- إميلي دي لوا نوفا (البرازيل)

## التلفاز
تم تكييف الروايات في مسلسل تلفزيوني من قبل Cinar و Salter Street Films وشبكة سي بي سي في عام 1998. تم تصويره في جزيرة الأمير إدوارد وبطولة الأطفال المحليين. يتم بث المسلسل حاليًا على قناة Vision TV الكندية باللغة الإنجليزية و TLN بالإسبانية، وفي الولايات المتحدة على هذا التلفزيون. السلسلة متاحة حاليًا أيضًا على قناة Roku's Hallmark Movie ، مجانًا على Encore +.
في أبريل 2007، تم تكييف الروايات في مسلسل تلفزيوني رسوم متحركة من 26 حلقة في اليابان يسمى Kaze no Shōjo Emily (Emily ، The Wind Girl). تم إنتاج المسلسل من قبل هيئة الإذاعة اليابانية وTokyo Movie Shinsha .

## الثقافة الشعبية
الكتاب وارد في المسلسل التلفزيوني الدمية الروسية.
في 5 نوفمبر 2019، أدرجت بي بي سي نيوز Emily of New Moon في قائمة أكثر 100 رواية تأثيرًا.